# Öretjärnen (Bräcke socken, Jämtland, 696186-148902)
Öretjärnen är en sjö i Bräcke kommun i Jämtland och ingår i Ljungans huvudavrinningsområde.